# Agneta Stening

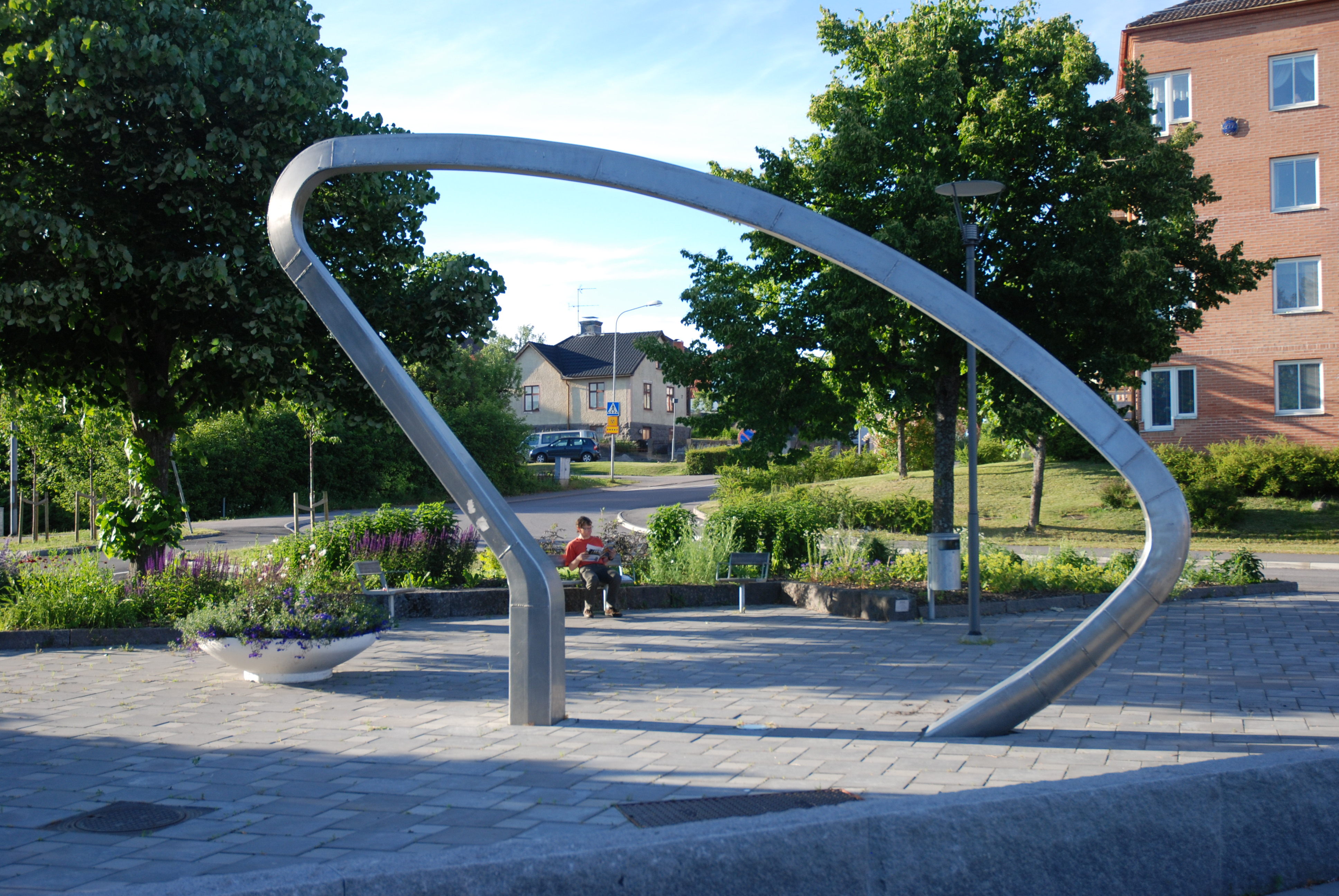
Båge, på Högbyplan i Finspång

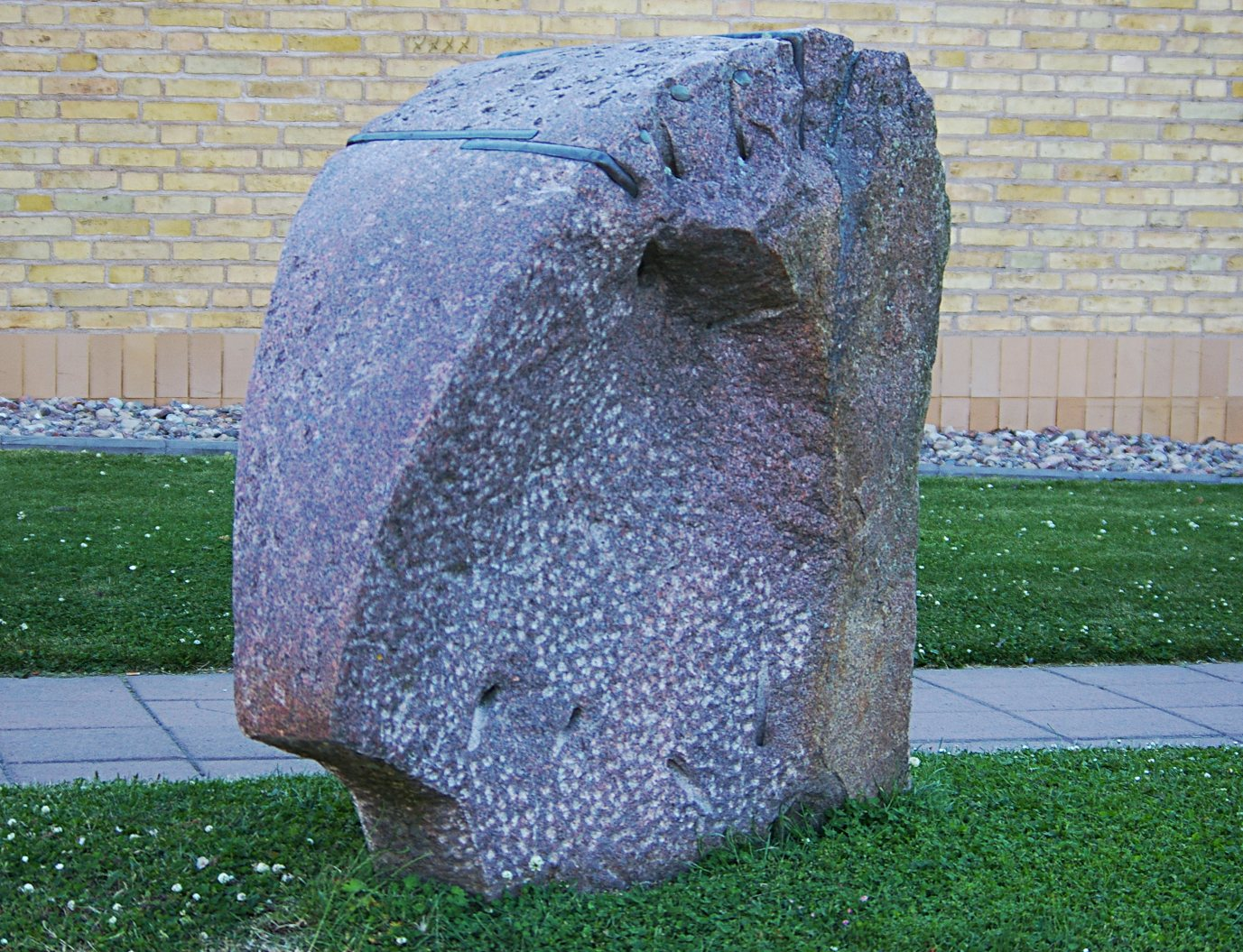
Tjurpannan i Linköping

Ulla Agneta Charlotte Stening, född 28 mars 1954 i Malmö, är en svensk skulptör.
Agneta Stening hade sin första separatutställning på Café Arbis i Linköping 1986. Stening arbetar företrädesvis med sten- och metallskulpturer och gestaltningar för inom- och utomhus miljöer. Stening har gjort flera offentliga verk som kan ses på skolgårdar, rondeller, torgbildningar, bostadsområden med flera offentliga platser. Hon arbetar även med mindre skulpturer och tavlor för utställningar och har varit representerad på ett stort antal utställningar i Sverige och utomlands. 

## Offentliga verk i urval
- Loop, galvaniserat och lackat plattjärn, 2012, vid dammen i skulpturparken Vessigebro i Falkenberg
- Pussel, bohusgranit, 2011,  Solstensrondellen, norra infarten till Mölnlycke centrum
- "Chill Space" konstnärlig gestaltning av skolgård (2008), Skolgårda skola i Motala
- Trappsteg och vingar, 2007, granit, marmor, brons, Grebbestad
- Linjer, granit, 2006, Tanum
- Bergets gåva, 2003, diabas, Köpmansgatan/Apoteksgränd i Vänersborg
- Vime, kalksten, 2003, Donji Humac, Kroatien
- Arkeologisk plats, 1995, röd och grå bohusgranit, vit norsk störengranit, kvarteret Porten i Hageby i Norrköping
- Solkors, 1993, granit, Västerby, Norrköping
- Solbåt, 1992, granit och brons, kvarteret Fenix, bostadsområdet Gamla lasarettet i Norrköping
- Båge, 1992, aluminium, Högbyplan i Finspång
- Noaks ark, 1991, aluminium och granit, vägg på dagcentral, Krokek i Norrköping
- Tjurpannan, 1990, röd granit, entrén till Östergötlands länsmuseum i Linköping